# BESETO美術祭
BESETO美術祭は、東京と北京とソウルの3都市が協力し、日本と中国と韓国で毎年交互に開催している美術展。北京（Beijing）のBE、ソウル（Seoul）のSE、東京（Tokyo）のTOの頭文字2文字ずつをとって、BESETOと名付けられた。主催団体は美術団体BESETO。

## 概要
1995年3月8日、東京都知事鈴木俊一、ソウル特別市市長崔秉烈、北京市市長李其炎によって「BESETO協力に関する合意覚書」が調印され、同年9月21日に交わされた「BESETO美術祭」協定書で国際美術団体「BESETO」が発足した。
東京で開催する場合は、BESETO美術祭東京展という名称で開催される。北京で開催する場合は、BESETO美術祭北京展、ソウルで開催する場合は、BESETO美術祭ソウル展となる。

## 展覧会
| 回数   | 年     | 日時             | 都市、国        | 展示場                     |
| ------ | ------ | ---------------- | --------------- | -------------------------- |
| 第1回  | 1995年 |                  | ソウル（ 韓国） | 世宗文化会館               |
| 第2回  | 1996年 |                  | 東京（ 日本）   | 朝日生命ギャラリー         |
| 第3回  | 1997年 | 9月23日-29日     | 北京（ 中国)    |                            |
| 第4回  | 1998年 |                  | ソウル（ 韓国)  |                            |
| 第5回  | 1999年 | 8月28日-9月3日   | 東京（ 日本）   | 日中友好会館               |
| 第6回  | 2000年 |                  | 北京( 中国)     |                            |
| 第7回  | 2001年 |                  | ソウル（ 韓国） |                            |
| 第8回  | 2002年 |                  | 東京 日本       | 日中友好会館               |
| 第9回  | 2003年 |                  | 北京( 中国)     |                            |
| 第10回 | 2004年 |                  | ソウル( 韓国)   |                            |
| 第11回 | 2005年 |                  | 東京（ 日本）   | 日中友好会館               |
| 第12回 | 2006年 |                  | 北京（ 中国）   |                            |
| 第13回 | 2007年 |                  | ソウル( 韓国)   |                            |
| 第14回 | 2008年 |                  | 東京（ 日本）   | 日中友好会館               |
| 第15回 | 2009年 | 10月18日--22日   | 北京（ 中国）   | 労働人民文化宮(太廟)       |
| 第16回 | 2010年 | 8月9日-14日      | ソウル（ 韓国） | ソウル市立美術館慶熙宮分館 |
| 第17回 | 2011年 | 7月22日-         | 東京（ 日本）   | 日中友好会館               |
| 第18回 | 2012年 |                  | 北京（ 中国）   |                            |
| 第19回 | 2013年 | 9月20日〜9月23日 | 東京（ 日本）   | 日中友好会館               |
| 第20回 | 2014年 | 10月21日-26日    | ソウル（ 韓国） | ソウル市立美術館慶熙宮分館 |

## 東京展実行委員会
会長
- 木村睦男

最高顧問
- 櫻内義雄

顧問
- 鈴木俊一
- 上田稔